# Johanna Schut

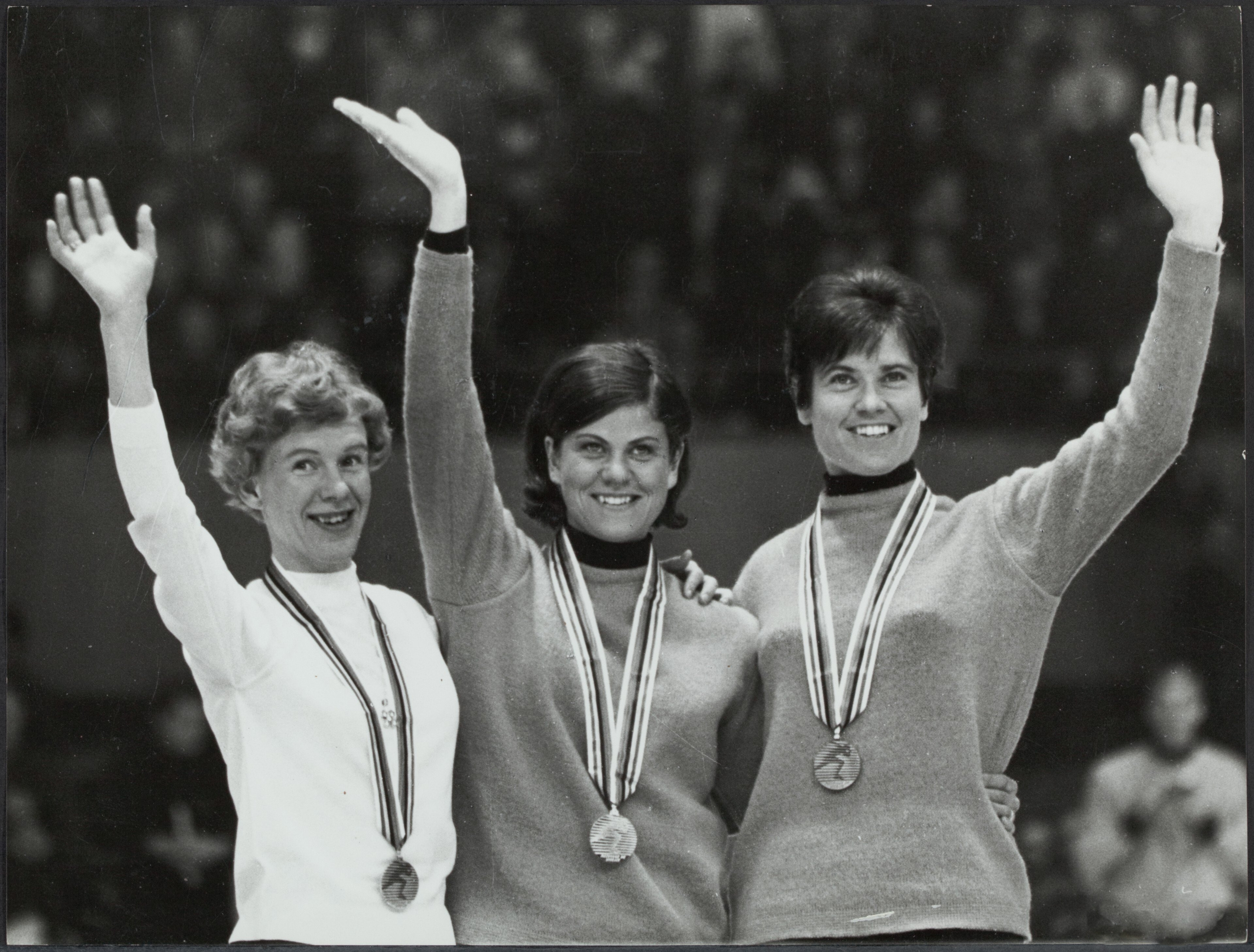
Olympia 1968, von links: Kaija Mustonen, Ans Schut, Stien Kaiser

Johanna „Ans“ Boekema-Schut (* 26. November 1944 in Apeldoorn) ist eine ehemalige niederländische Eisschnellläuferin.
Bei den Olympischen Winterspielen 1968 in Grenoble gewann sie Gold über 3000 Meter. 1971 beendete sie ihre Laufbahn. 2021 wurde ein Asteroid nach ihr benannt: (43436) Ansschut.